# Мюллер, Херберт
Херберт Мюллер (нем. Herbert Müller; 2 августа 1904, Стшельце-Краеньске — 9 декабря 1966) — немецкий хоккеист на траве, нападающий. Бронзовый призёр летних Олимпийских игр 1928 года.

## Биография
Херберт Мюллер родился 2 августа 1904 года в немецком городе Фридеберг (сейчас Стшельце-Краеньске в Польше).
Играл в хоккей на траве за «Берлинер-92». В его составе выиграл чемпионат Бранденбурга в 1921 и 1924 годах.
В 1928 году вошёл в состав сборной Германии по хоккею на траве на летних Олимпийских играх в Амстердаме и завоевал бронзовую медаль. Играл на позиции нападающего, провёл 2 матча, забил 1 мяч в ворота сборной Испании.
В 1926—1934 годах провёл 19 матчей за сборную Германии.
Умер 9 декабря 1966 года.